# Filtre de banda eliminada

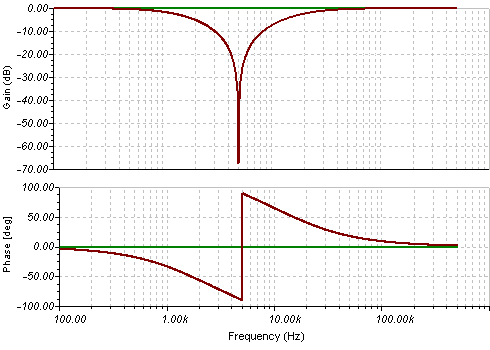
Diagrama de Bode d'un filtre banda eliminada

Un filtre de banda eliminada, filtre suprimeix banda, filtre elimina banda o filtre de rebuig de banda és un filtre electrònic que no permet el pas de senyals amb freqüències compreses entre les freqüències de tall superior i inferior.
Poden implementar-se de diverses formes. Una d'elles consistiria en dos filtres, un filtre passabaix que actuï de límit inferior del filtre elimina banda i un filtre passaalt com a límit superior del filtre elimina banda. Com que tots dos són sistemes lineals i invariants, la resposta en freqüència d'un filtre banda eliminada es pot obtenir com la suma de la resposta passabaix i la resposta passaalt (cal tenir en compte que les dues respostes no han d'estar superposades perquè el filtre elimini la banda que interessi suprimir), això s'implementarà mitjançant un sumador analògic, això es fa habitualment amb un amplificador operacional.
Una altra forma més senzilla, tot i que presenta una resposta en freqüència menys selectiva, seria la de posar el que es coneix com a "circuit trampa". Si unim els dos borns (el considerat actiu i el considerat massa) amb un dipol ressonant LC sèrie o paral·lel, la resposta global seria la d'un filtre eliminador de banda (el mínim de la resposta estaria en la freqüència de ressonància del dipol ressonant.
Aquest tipus de filtre és molt utilitzat en la reproducció d'àudio, en aquest entorn és conegut com a filtre notch, una aplicació que permet obtenir uns rangs de freqüència encara més petits que amb un filtre de banda eliminada convencional. Un exemple d'aquest tipus d'ús seria el cas d'un filtre notch encarregat d'eliminar el rastre de la freqüència del corrent de 60Hz. En aquest cas, el filtre notch actuarà en el rang de freqüències de 59Hz, com a límit inferior, fins a 61Hz, com a límit superior.